# Nikola Gruevski
Nikola Gruevski (Macedonisch: Никола Груевски) (Skopje, 31 augustus 1970) is een Macedonisch politicus van de conservatief-christelijke partij VMRO-DPMNE. Van 27 augustus 2006 tot 18 januari 2016 was hij premier van Macedonië. Tevens was hij tussen 2003 en 2017 politiek leider van zijn partij.

## Biografie
Gruevski studeerde economie aan de Sint-Cyrillus en Sint-Methodius Universiteit in Skopje. Na zijn studie werkte hij voor een bank. Tussen 1999 en 2002 was Gruevski minister van Financiën in het kabinet van premier Ljubčo Georgievski.

### Partijleider en premier
Nadat Gruevski in 2003 verkozen was tot partijleider van VMRO-DPMNE, trad hij in 2006 aan bij de Macedonische parlementsverkiezingen. Hij slaagde erin de SDSM van zittend premier Vlado Bučkovski te verslaan en vormde vervolgens een regeringscoalitie met de Democratische Unie voor Integratie. Gruevski werd op 27 augustus 2006 benoemd tot premier van Macedonië. Bij de verkiezingen van 2008, 2011 en 2014 werd hij telkens in zijn ambt herkozen.
In 2014 onthulden de leden van de geheime diensten duizenden documenten over het aftappen van duizenden Macedoniërs door de jaren heen; onder wie politieke tegenstanders, magistraten, journalisten en overheidspersoneel. Deze documenten onthulden ook de omvang van de corruptie, de invloed van de regering op aanklagers, rechters en de media, afpersing in het bedrijfsleven, politieke arrestaties, verkiezingsfraude en pogingen om een moord te verhullen.
In januari 2016 moest Gruevski aftreden als premier en in 2017 verloor hij ook zijn partijleiderschap. Vervolgens werd hij beschuldigd van malversaties bij de aankoop van een Mercedes-Benz. Hij werd veroordeeld tot een gevangenisstraf van twee jaar, maar vluchtte op 18 november 2018 naar Albanië, vanwaar Hongaarse diplomaten hem hielpen om Boedapest te bereiken. Daar vroeg hij politiek asiel aan. In juli 2020 verloor Gruevski het erevoorzitterschap van zijn partij. In 2022 werd hij door de Verenigde Staten op een zwarte lijst geplaatst wegens corruptie.
Op 21 april 2022 veroordeelde de rechtbank van Skopje Gruevski bij verstek tot een gevangenisstraf van zeven jaar wegens het verduisteren van donaties voor zijn partij in de jaren dat hij die leidde. De gelden werden naar Belise gesluisd en kwamen witgewassen weer terug, waarna ze werden belegd in onroerend goed op naam van Gruevski. Enkele medeplichtigen werden tot lagere straffen veroordeeld.